# عسر الألبومين وفرط ثيروكسين الدم العائلي
عسر الألبومين وفرط ثيروكسين الدم العائلي (بالإنجليزية: Familial dysalbuminemic hyperthyroxinemia)‏ هو نوع من فرط ثيروكسين الدم المرتبط بطفرات في مورثة ألبيومين المصل البشري.
ابتكر المصطلح عام 1982.